# 萊克奧特芒廷 (喬治亞州)
萊克奧特芒廷（英語：Lookout Mountain）是一個位於美國喬治亞州沃克縣的城市。

## 地理
萊克奧特芒廷的座標為34°58′34″N 85°21′17″W / 34.97611°N 85.35472°W，而該地的平均海拔高度為549米（即1801英尺）。

## 人口
根據2010年美國人口普查的數據，萊克奧特芒廷的面積為6.90平方千米，當中陸地面積為6.90平方千米，而水域面積為0.00平方千米。當地共有人口1602人，而人口密度為每平方千米232.17人。